# 渡部愛
渡部 愛（わたなべ まな、1993年6月26日 - ）は、日本女子プロ将棋協会（LPSA）所属の女流棋士。LPSA番号は19。北海道帯広市出身。北海高等学校卒業。身長161cm。血液型B型。

## 棋歴

### アマチュア時代
小学2年生の12月、休み時間に担任の先生と同級生が将棋を指しているのを見て興味を持つ。父にルールを教わり、毎日将棋盤に向かう。翌年3月、第28回全十勝小中学生将棋大会（十勝毎日新聞社主催）で大会デビュー、小学2年の部で予選3位入賞。それをきっかけに将棋教室「かちまい将棋スクール」で有段者の指導を受ける。
小学4年生の5月頃から父に勝つようになる。9月、第14回北海道女流アマ王位戦（北海道将棋連盟主催）一般戦の部で4戦全勝で初優勝（中学1年生でも優勝）。翌年2004年12月、第4回朝日全道小学生名人戦（同主催）で6戦全勝優勝。2007年、第28回全国中学生選抜将棋選手権大会女子の部で第3位。
2008年、第40期女流アマ名人戦で準優勝。同年、第46期赤旗名人戦全国大会予選通過。第1回女子アマ王位戦第3位。

### ツアー女子プロから女流3級へ
2007年の夏、地元・帯広で中井広恵の指導を受けて、女流棋士という職業に興味を持ち、それが縁で翌年から月一度東京へ通い、当時中井が代表理事を務めていたLPSAに師事するようになる。「東京通いに便利がいい」という理由で、中学卒業と同時に母親と二人で札幌市に転居する。
2009年3月、LPSAの女流棋士育成機関である「中井塾（現・LPSAアカデミー）」の生徒を対象としたツアーライセンス取得試験に合格し、同年4月1日付でLPSA初の「LPSA公認ツアー女子プロ（TJP）」として登録された（LPSAツアーライセンス番号 1）。この「ツアー女子プロ」は女流プロに満たない地位である一方、女性アマ大会に出場できない等の活動の制約があった。
同年8月、第27回1dayトーナメントで初優勝。以降、2010年の第41回、2011年の第46回、2012年の第48回で優勝を重ねる。2010年から2012年にかけて、マイナビ女子オープンの第4期-第6期でチャレンジマッチを3年連続通過。
2012年3月に高校を卒業し上京。同年4月、第2期女流王座戦アマ西日本予選通過。
同年7月1日、LPSAの公益社団法人取得に伴って制定された「棋士規程」（1dayトーナメント優勝通算3回）により、女流3級に昇格した。
ところが、日本将棋連盟には女流3級として認められず、連盟主催の女流棋戦に出場出来ない状態が続いた。
2013年4月、第21期倉敷藤花戦予選にはアマチュア枠扱いで出場した。
女流3級になってからちょうど1年程経った2013年7月12日、日本将棋連盟が渡部を女流3級として2013年7月1日付で特例で認定したと発表した。これにより渡部は第25期女流王位戦から日本将棋連盟が主催する女流棋戦に出場できることになった。
2013年10月24日、第25期女流王位戦予選で本田小百合に勝利しリーグ入りを決める。これにより連盟による女流1級の昇級規定を満たしたことから、規定により同日付で女流2級へ昇級した。

### 女流プロ入り後
2014年3月4日、第41期女流名人位戦予選で渡辺弥生に勝利し予選決勝進出。これにより女流1級に昇級。さらに3月13日の同予選決勝で高群佐知子に勝利しリーグ入りを決め、女流初段に昇段した。
2015年2月5日、第46期新人王戦で三枚堂達也四段に勝利。対男性棋士戦の初戦で勝利を収める快挙を達成した。
2015年8月23日、高崎で行われた第1回女子将棋YAMADAチャレンジ杯の本戦トーナメントで、山口恵梨子、中村桃子、竹俣紅を破り優勝。
2016年8月28日、第2回女子将棋YAMADAチャレンジ杯の本戦トーナメントで、中澤沙耶、貞升南を破り同棋戦2連覇。
2017年4月29日、第10回世田谷花みず木女流オープン戦（非公式戦）で優勝。
2017年10月8日、第11回白瀧あゆみ杯争奪戦（非公式戦）で優勝。
2017年11月14日、第44期女流名人リーグ最終局で岩根忍に勝ち、女流初段昇段後60勝となり女流二段に昇段した。またその勝利で初めて女流名人リーグ残留を果たした。
2017年度、第29期女流王位戦では4期ぶりに挑戦者決定リーグ入り、挑戦者決定リーグでも紅組で5戦全勝で優勝。そして2018年3月14日の挑戦者決定戦で白組優勝の清水市代に勝ち、タイトル初挑戦を決めた。
2018年5月からの同タイトル戦五番勝負では里見香奈を3勝1敗で破り、女流王位を奪取。初の女流タイトル獲得に伴い2018年6月13日付で規定により女流三段に昇段した。

### タイトル獲得後
2018年度はタイトルホルダーとして男性棋戦にもエントリーされるようになり、第67期王座戦一次予選で木下浩一、泉正樹、門倉啓太、第60期王位戦予選で川上猛に勝ち、棋士から4勝を挙げた。
2019年度は、第30期女流王位戦で里見香奈の挑戦を受け、1勝3敗でタイトルを失冠した。
2020年度になると、コロナ禍の影響によりこれまで行ってきた練習対局での強化機会が大幅に減り、オンライン対局での強化を余儀なくされた。その環境に慣れず調子を落とした。第32期女流王位戦の挑戦者決定リーグでは1勝4敗でリーグ陥落し、第47期女流名人リーグでも大きく負け越す展開となった（最後の2局で勝ち残留に踏み止まった）。しかし、女流順位戦設立のために新たに設立された第1期白玲戦の順位決定リーグでは星を集め、6勝1敗のトップとなり初代タイトルの可能性を残す。
2021年度、第1期白玲戦のタイトル戦出場を決める1-8位決定トーナメントの準決勝で里見香奈に勝ち、第1期白玲戦七番勝負出場を決めた。七番勝負では西山朋佳を相手に4連敗でストレート負けを喫した。

## 棋風
本格派の居飛車党で攻め将棋。

## 人物
- LPSA所属ながら、日本将棋連盟のイベントなどにも数多く出演している[42]。
- 2016年4月よりNHK Eテレ『将棋フォーカス』において、「村山慈明の知って得する序盤術」、同年10月から翌年3月まで「天彦流 中盤の読み解き方」の聞き手を務めていた[43][44]。
- それまで思うような成績が出なかった事もあり、2016年初め頃から同郷の野月浩貴などの指導を受けるようになり大きく棋力を伸ばした[12][45]。
- その野月と同様、地元のJリーグクラブ北海道コンサドーレ札幌のファンであり、野月と一緒に応援しに行くこともある[46][47]。元々中学生の頃からサッカーをテレビ観戦するのが好きで、高校時代には携帯電話の待受画面をフェルナンド・トーレスの写真にしていた[13]。
- 野月と渡部は2024年1月に結婚、日本将棋連盟と日本女子プロ将棋協会(LPSA)を通じて同年2月14日に結婚発表をした[48][49]。ともに北海道出身の将棋棋士・女流棋士同士の結婚は初[50]。渡部は結婚後も渡部姓で活動する。

## 昇段履歴
- 2009年04月01日 - LPSA公認ツアー女子プロ[15]
- 2012年07月01日 - 女流3級（1dayトーナメント3回以上優勝）[1][20]
- 2013年07月01日 - 日本将棋連盟が女流3級を認定[22]
- 2013年10月24日 - 女流2級（女流王位戦リーグ入り）[25]
- 2014年03月04日 - 女流1級（女流名人位戦予選決勝進出）[26]
- 2014年03月13日 - 女流初段（女流名人位戦リーグ入り）[27]
- 2017年11月14日 - 女流二段（勝数規定／女流初段昇段後60勝）[28]
- 2018年06月13日 - 女流三段（タイトル1期／第29期女流王位戦）[32]
- 2025年04月11日 - 女流四段（勝数規定／女流三段昇段後130勝、女流通算210勝153敗〈未放映のテレビ対局を除く〉）[51][52]

## 主な成績

### 獲得タイトル
- 女流王位： 1期（第29期=2018年度）

タイトル獲得：合計 1期
タイトル戦登場
- 女流王位： 2回（第29期=2018年度 - 2019年度）
- 白玲： 1回（第1期=2021年度）

タイトル戦登場：合計 3回

### 女流一般棋戦（将棋連盟主催）
- 女子将棋YAMADAチャレンジ杯 優勝 2回（2015年(第1回) - 2016年）

### 女流非公式棋戦（将棋連盟主催）
- 世田谷花みず木女流オープン戦 優勝1回（2017年 = 第10回）
- 白瀧あゆみ杯争奪戦 優勝1回（2017年 = 第11回）

### LPSA主催棋戦
- 日レスインビテーションカップ 1回 2013年(第7回)
- 1dayトーナメント 14回 （第27回・41・46・48・53・58・59・61 - 64・66・69・77）

### 将棋大賞
- 第46回（2018年度）
  - 優秀女流棋士賞
  - 名局賞特別賞（第45期女流名人リーグ・対上田初美女流四段）
  - 女流名局賞（第29期女流王位戦五番勝負・対里見香奈女流王位）

### 年度別成績
- 女流棋戦
- 2024年度
  - 年度成績 34局 21勝13敗（勝率0.6176）[53]
  - 通算成績 360局 207勝153敗（勝率0.5750）〈2025年3月31日対局分まで〉[54]

- 公式棋戦（「男性棋戦」）
- 2024年度
  - 年度成績 0局 -勝-敗（勝率 -.----）
  - 通算成績 25局 9勝16敗（勝率0.3600）[54]

## 出演

### ゲーム
- 将棋レボリューション 激指15（2019年7月8日、マイナビ）※パソコン用ソフト